# Rostam et Sohrâb
 (octobre 2015).
Si vous disposez d'ouvrages ou d'articles de référence ou si vous connaissez des sites web de qualité traitant du thème abordé ici, merci de compléter l'article en donnant les références utiles à sa vérifiabilité et en les liant à la section « Notes et références ».

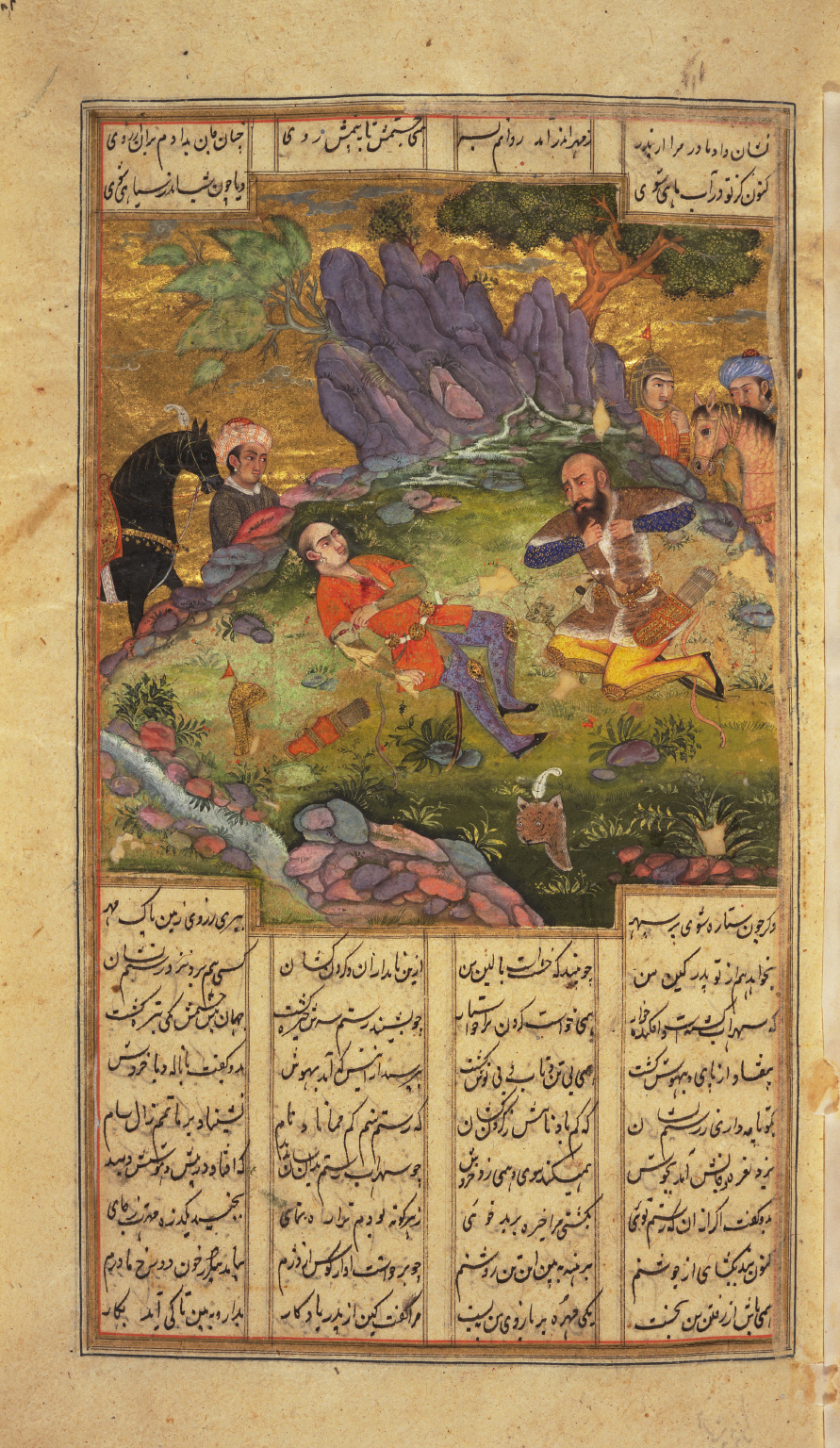
Enluminure persane : Rostam se lamente sur Sohrâb.

La tragédie de  Rostam et Sohrâb fait partie de l'épopée persane du Xe siècle Shâh Nâmeh écrite par le poète persan Ferdowsî. Il raconte l'histoire tragique des héros Rostam et de son fils Sohrâb.

## Résumé
Rostam vivait dans le Sistân (en Iran, également connu comme Perse), héros et l'un des favoris du roi Kay Kāvus. Un jour, en suivant les traces de son cheval perdu, il entre dans le royaume de Samangân (province), où il devient l'invité du roi lors de la recherche de son cheval. Là, Rostam rencontre la princesse Tahmineh. Elle admire Rostam et connaît sa réputation. Elle va dans sa chambre la nuit et lui demande de lui faire enfant, en retour, elle lui ramènera son cheval. Rostam part une fois l'accord scellé avec Tahmineh et son cheval retrouvé. Avant de partir, il lui donna deux cadeaux. Si elle a une fille, elle doit prendre le bijou et le tresser dans ses cheveux. Si elle a un garçon, elle doit prendre le collier et le lier à son bras. Neuf mois plus tard, elle met au monde un fils, qu'elle nomme Sohrâb. Les années passent sans que Rostam et Sohrab ne se rencontrent à nouveau. Finalement, une nouvelle guerre entre la Perse et Touran se prépare. Les deux armées se font face et se préparent pour la bataille imminente. Depuis, Sohrâb est reconnu comme le meilleur combattant de l'armée de Touran. Mais la légende de Rostam le précède et l'armée Touran se recroqueville devant le héros. Personne d'autre ose combattre Rostam, c'est pourquoi Sohrâb est envoyé à lutter contre le légendaire héros Khurasaan. Bien que Sohrâb connaît le nom de son père, il ne sait pas que l'homme devant lui est Rostam. Sur le champ de bataille, Rostam et Sohrâb se battent pendant ce qui semble être une éternité, ne connaissant pas le vrai nom de son adversaire.
Après un long et épuisant combat, Rostam faibli et, craignant pour sa réputation, il poignarde son fils dans le cœur. C'est alors qu'il remarque le collier qu'il a donné autrefois à Tahmineh et qu'elle a donné à son fils pour le protéger pendant la guerre. Tahmineh, qui vient sur le terrain pour les sauver de l'effusion de sang, arrive trop tard et trouve Sohrâb gisant mort dans les bras de son père en deuil.

## Adaptations
- Sohrab et Rustum (1853), par Matthew Arnold, en anglais
- Rostam et Sohrab, par Loris Tjeknavorian
- Rustam et Zohrab (1910), par Uzeyir Hajibeyov, en azéri
- Rustom O Sohrab (1929), par Agha Hashar Cachemire, en ourdou
- Rustom Sohrab (1963), film en hindi avec en vedette Prithviraj, Premnath, Suraiyya et Mumtaz.
- Dastan-e Rustam-ou Suhrab, un film tadjik produit par Benyamin Kimyagarov. L'intrigue du film diffère de l'histoire à certains endroits. Par exemple, Tahmineh vient au champ de bataille en essayant d'arrêter le combat ; Rustam donne une bande de bras (pas un collier) pas assez grand pour s'accrocher aux bras robustes de Sohrab ; et, Rustam utilise un couteau empoisonné pour poignarder son fils.